# Abbaye d'Ealing

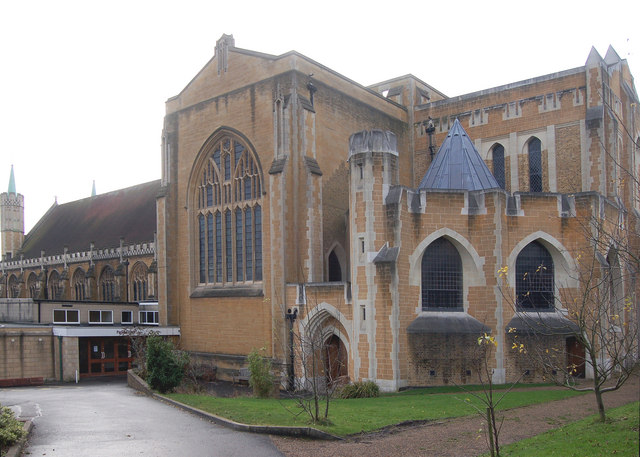
Côté Ouest de l'abbatiale.

L'abbaye d'Ealing (Ealing Abbey) est une abbaye bénédictine située en Angleterre à Castlebar Hill d'Ealing, quartier de Londres. Elle fait partie de la congrégation bénédictine anglaise. Elle est de style néo-gothique anglais.

## Histoire
Ce monastère a été fondé en 1897 par l'abbaye de Downside, pour servir de paroisse dans l'archidiocèse de Westminster. Il obtient en 1916 le statut de prieuré (toujours dépendant de l'abbaye de Downside) et il est élevé au rang de prieuré indépendant en 1947, puis au statut d'abbaye en 1955 par Pie XII.

## Apostolat

### Paroisse
Son apostolat majeur est l'administration de la paroisse d'Ealing à partir de l'abbatiale, consacrée à saint Benoît.

### Musique
La chœur de garçons et d'hommes chante aux messes dominicales. Il est passé en 2005 à l'émission de la BBC intitulée Songs of Praise.
L'abbaye donne de fréquents récitals de musique avec des concerts d'orgue et de chant choral et organise des concerts avec d'autres chorales.

### Hospitalité

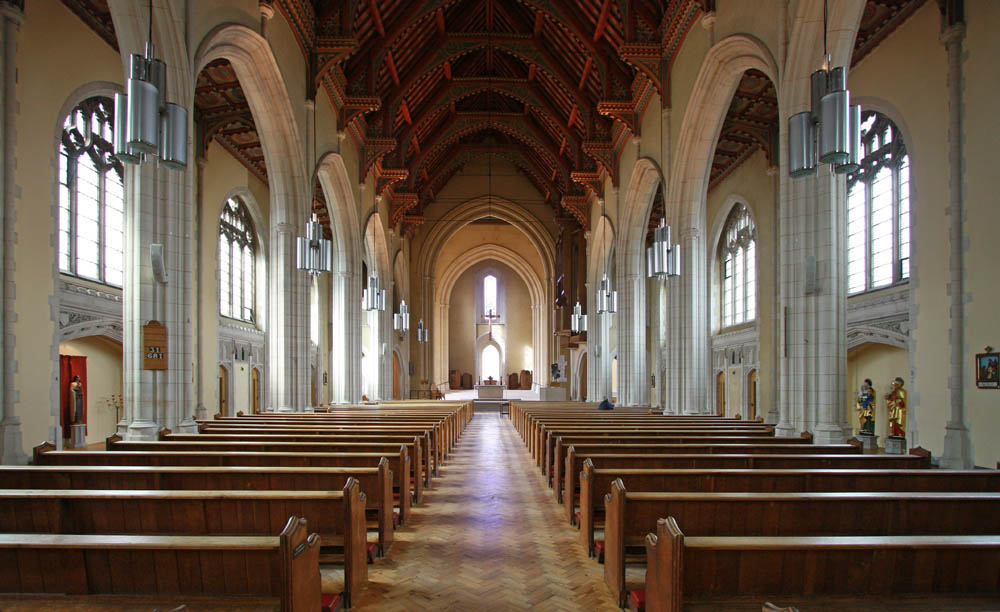
Intérieur de l'abbatiale.

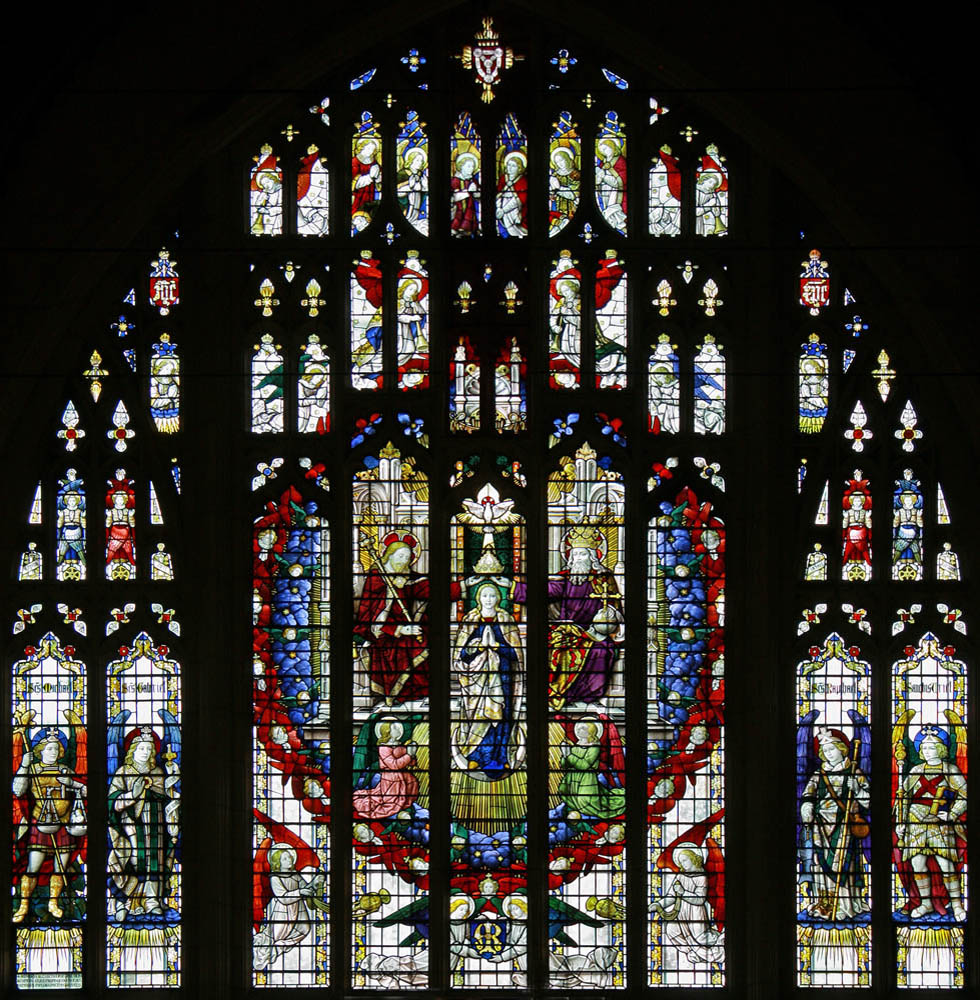
Grande verrière du côté Ouest.

Les moines d'Ealing acceptent comme hôtes pour de courts séjours des laïcs ou des clercs à l'hôtellerie du monastère, selon la règle de saint Benoît. Ceux-ci donnent leur accord pour assister à la messe du matin et aux vêpres du soir avec les moines. De plus les fidèles peuvent venir chanter la liturgie des Heures avec les moines tous les jours à l'abbatiale. Des retraites sont organisées pour les hôtes.

### Enseignement
Les moines ont fondé la St Benedict's School en 1902. Elle est dirigée par un laïc depuis 1987 et depuis 2012 elle est administrée par un conseil de gouverneurs laïcs. Elle ne dépend plus aujourd'hui directement de l'abbaye et accepte les filles depuis 2007. L'abbaye garde toutefois des liens avec l'école ainsi qu'avec l'école de filles St. Augustine's Priory à côté.

### Benedictine Study and Arts Centre
Depuis 1992, les bénédictins s'occupent du Benedictine Study and Arts Centre, imaginé par l'abbé Francis Rossiter en 1986 et ouvert en 1992 par l'abbé Laurence Soper. L'abbé actuel, le T.R.P. Martin Shipperlee, a poursuivi le soutien de l'abbaye à cette fondation. Celle-ci est également encouragée par l'archidiocèse de Westminster. Elle offre un enseignement en arts libéraux aux adultes et un programme de liturgie sacrée, avec aussi des cours de théologie, et un cours d'été d'apprentissage du latin.
Le Centre est basé à la Overton House, élégante maison de briques néo-gothique. Il publie une revue deux fois par an, Benedictine Culture.